# جوناثان أ. يوين
جوناثان أ. يوين (بالإنجليزية: John Yuen)‏ هو ضابط أمريكي، ولد في 17 فبراير 1961 في سان فرانسيسكو في الولايات المتحدة.